# Bavaria Yachtbau
Bavaria Yachtbau GmbH je německá firma založená v roce 1978. Vyrábí jachty, menší motorové lodě a katamarány. Od roku 2006 zaměstnává okolo 600 zaměstnanců ve své výrobně v bavorském Giebelstadtu a vyrábí přibližně 3 500 plachetnic a motorových člunů ročně. Bavaria Yachtbau je jedním z největších evropských výrobců jachet a největší továrna na jachty v Německu.

## Sortiment
- Plachetnice
  - B/One - 23 ft
  - Easy 9.7 – 33 ft
  - Cruiser 33 – 33 ft
  - Cruiser 37 – 37 ft
  - Cruiser 41 – 41 ft
  - Cruiser 41S - 41 ft
  - Cruiser 46 – 46 ft
  - Cruiser 51 – 51 ft
  - Cruiser 56 – 56 ft
  - Vision 42 – 42 ft
  - Vision 46 – 46 ft
- Motorové lodě
  - Sport 29 – 29 ft
  - Sport 32 – 32 ft
  - New Sport 300 – 30 ft
  - New Sport 330 – 33 ft
  - New Sport 360 – 36 ft
  - New Sport 400 – 40 ft
  - New Sport 450 – 45 ft
  - Virtess 420 – 42 ft
- Katamarány
  - Nautitech Open 40 – 40 ft